# Richard Sanderson
Richard Sanderson (Taplow, 5 de março de 1953) é um cantor, compositor e ator britânico.

## Carreira
Filho de um percussionista escocês e de uma acordeonista francesa, Sanderson iniciou a carreira musical ainda criança, depois de estudar música clássica. Aos 15 anos, estudou violão e, posteriormente, organista de um grupo musical chamado Lover's Love, que lançou 4 músicas. De volta à Inglaterra, ele lançou seu primeiro sucesso, Un Vent de Folie, mudando o nome artístico para Richard Lory[carece de fontes?]. O primeiro disco, no entanto, foi lançado apenas em 1979, intitulado No Stickers Please. Em 1980, emplacou um de seus maiores sucessos, Reality, que fez parte da trilha sonora do filme La Boum, que revelou a atriz Sophie Marceau para o cinema. Outras 2 músicas de Sanderson foram incluídas na trilha: Murky Turkey e Go On Forever[carece de fontes?].
Ao longo de sua carreira, Sanderson lançou 18 discos, e além de Reality (que no Brasil fez parte da trilha sonora internacional da novela Baila Comigo), possui, entre suas músicas mais importantes, So Many Ways e She's a Lady[carece de fontes?]. Também participou de 4 filmes e de uma série de TV.
Em 2022, seguiu com uma turnê pela França, onde cantou seus principais sucessos, inclusive com outros artistas de destaque na década de 1980.

## Vida pessoal
Casado desde junho de 2024 com a também cantora Sylvie Dellib, Sanderson é pai de Mélody, Ophélia e Angelina, que nasceram durante seu primeiro relacionamento.
Entre 2013 e 2018, lecionou canto no Conservatório Claude-Debussy, em Savigny-sur-Orge, nos arredores de Paris.

## Discografia

### Álbuns
- 1979: No Stickers Please
- 1980: La Boum (film score)
- 1981: I'm In Love
- 1982: Surprise (with songs from the film La Boum 2)
- 1983: Gym Tonic (writer of fifteen songs)
- 1984: Fairy Tale (film score of the film L'unique)
- 1987: Reality
- 1990: Anytime At All
- 1999: Legend: Visiting The Testament
- 2006: Les Plus Belles Chansons D'amour Du Cinema
- 2009: Re-creátion
- 2011: Sings The Classics
- 2018: How To Be Elegant
- 2023: Legend (Visiting the Testament)

### Especiais
- 1984: The Best of Richard Sanderson
- 1987: Songs For Lovers
- 2010: Greatest Hits: The Best of Richard Sanderson

### Singles
- 1971: Youth Has Gone (Amour Du Papier)/After Yours (com o grupo Lover's Love)
- 1971: Le Balayeur de Harlem/Comme un Enfant (com o grupo Lover's Love)
- 1979: Un Vent de Folie/Viens Voir un film de Fred Astaire (como Richard Lory)
- 1979: Never Let You Go
- 1980: Reality
- 1980: I Feel The Music
- 1980: Go On Forever
- 1980: Reality/Swingin' Around
- 1981: She's a Lady/Junie Bug
- 1981: When I'm In Love/Close The Gate
- 1982: Your Eyes/Playground
- 1982: L'Hôtel/Une Semaine Avec Toi
- 1982: Lovely Lady
- 1982: When I'm in Love
- 1983: Stiamo Insieme/L'Hôtel
- 1983: Sun
- 1983: Check On The List/Let There Be Belief
- 1984: Find A Reason Why
- 1984: See What's Going On
- 1984: Check On The List/Something New
- 1987: Lovely Lady
- 1988: So Many Ways
- 1988: Maybe You're Wrong
- 1990: When The Night Comes
- 1990: Anytime At All